# Wikinews
Wikinews er en brugerdrevet nyhedskilde, som alle kan skrive artikler til. Ifølge projektets manifest er Wikinews' mål "at fremme idéen om borgerjournalisten, fordi vi tror på, at alle kan give et værdifuldt bidrag til det store billede af, hvad der foregår i verden omkring os."  Wikinews er et projekt under Wikimedia Foundation, og sitets artikler er frit indhold.

## Historie
I januar 2003 blev et forslag under titlen "Wikews" skabt på Wikipedias communitys Meta-Wiki i et anonymt indlæg af Daniel Alston, senere kendt på Wikipedia som Fonzy. Alston var derimod ikke involveret i udviklingen af projektet, og projektet var genudviklet af Erik Möller, Wikipedia-bidragsyderen kendt som Eloquence. Forslaget gik ud på skabelsen af et søsterprojekt der dækker "nyheder på et bredt emneområde". I 2004 blev diskussionen om hvornår og hvordan et sådanne projekt skulle blive mere aktivt. Tidlig modstand fra langtidsbidragsydere på Wikipedia pegede mange hen mod Wikipedias egne nyhedsresuméer ("Aktuelle begivenheder"), hvilket vigede til detaljerede diskussioner og forslag om hvordan det kunne blive implementeret som et nyt projekt af Wikimedia Foundation.
I november 2004 blev en demonstrationswiki sat op for at vise hvordan et nyhedssite baseret samarbejde fra bidragsyderne kunne virke. I december 2004 blev siden flyttet ud af demostadiet og ind i beta-stadiet. En tysk udgave blev samtidig lanceret. Kort tid efter blev udgaver på nederlandsk, fransk, spansk, svensk, bulgarsk, polsk, portugisisk, rumænsk, ukrainsk, italiensk, serbisk, japansk, russisk, hebraisk, arabisk, thai, norsk og kinesisk (i kronologisk rækkefølge) sat op.
Søndag den 13. marts 2005 nåede den engelske udgave af Wikinews 1000 nyhedsartikler og lidt over et år senere, lørdag den 29. april 2006, nåede den op på 5000 nyhedsartikler.